# Volvo Concept Coupé

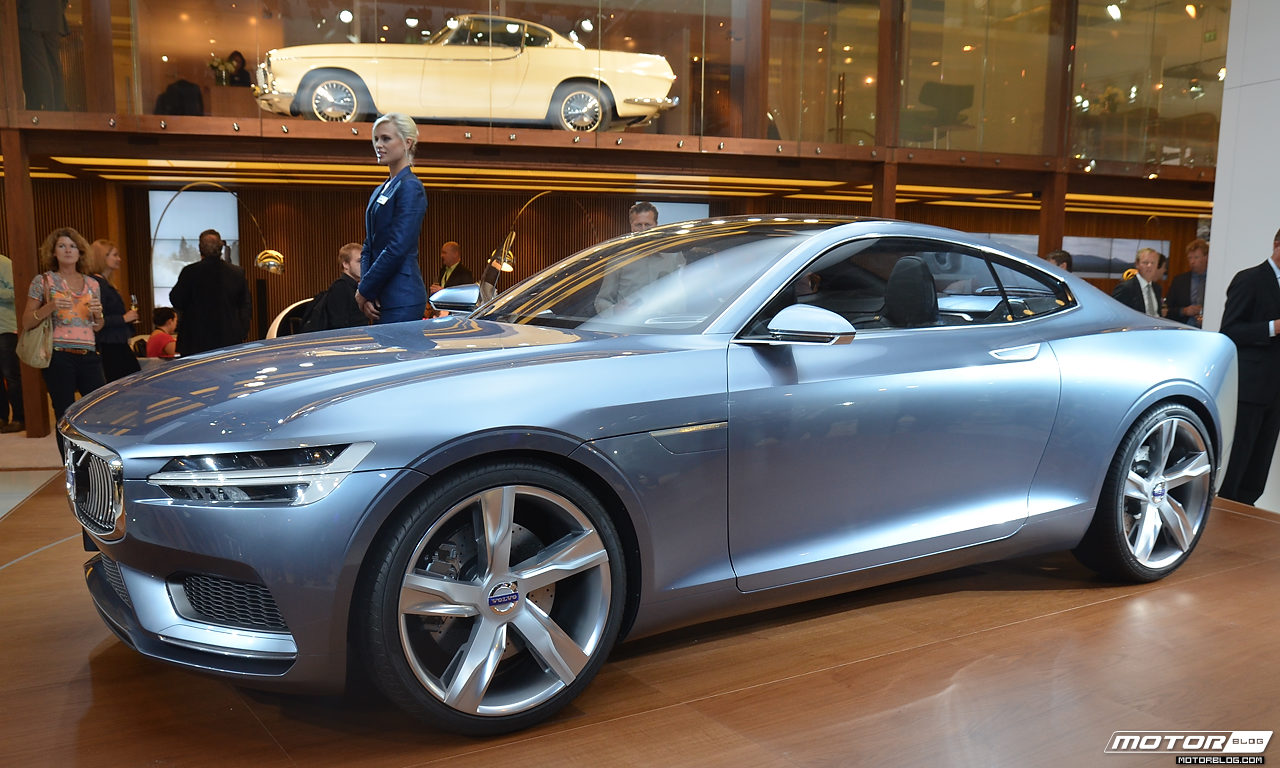
Volvo Concept Coupé på Frankfurtsalongen 2013.

Volvo Concept Coupé är en konceptbil som Volvo Personvagnar presenterade på bilsalongen i Frankfurt i september 2013.
Konceptbilen bygger på Volvos nya bottenplatta Scalable Product Architecture (SPA) som kommer att utgöra den tekniska grunden för alla kommande Volvomodeller. Framhjulen drivs av en fyrcylindrig tvåliters bensinmotor ur Volvos nya motorfamilj Volvo Engine Architecture (VEA), överladdad med både turbo och kompressor. Bakhjulen drivs av en elmotor som laddas antingen av förbränningsmotorn eller från det fasta elnätet. Tillsammans ger motorerna en toppeffekt på 400 hk och ett vridmoment på 600 Nm. Bilen är ritad av Volvos designchef Thomas Ingenlath som bland annat hämtat inspiration från sextiotalets Volvo P1800.